# Extr@
Extr@ è una sit-com educativa per ragazzi prodotta da Channel 4 e, nella sua versione in inglese, dalla Rai. Lo scopo del progetto è fornire uno strumento didattico per l'apprendimento delle principali lingue europee (fino al livello B1 del QCER). Nel complesso sono state realizzate quattro serie, ognuna con un cast differente e in una lingua scelta tra l'inglese, il francese, il tedesco o lo spagnolo, ma soltanto quella inglese è stata completata, abbandonando le altre poco prima della metà degli episodi. La versione in inglese è stata prodotta negli studi del Centro di Produzione Rai di Torino (CPTO) per conto di Rai Educational e fa parte del progetto ilD.

## Trama
La storia tratta del giovane milionario Hector/Sam, che decide di lasciare il proprio paese natio, l'Argentina/gli Stati Uniti, per trasferirsi in una città di lingua straniera. Le città mostrate sono quattro, una per ciascuna lingua: Londra (versione inglese), Parigi (versione francese), Berlino (versione tedesca), Barcellona (versione spagnola).
Il nuovo arrivato va a vivere nell'appartamento di un'amica di penna che aveva avuto durante l'infanzia, Bridget/Sacha/Sascha/Lola, la quale condivide già l'appartamento con l'amica Annie/Annie/Anna/Ana. A completare il gruppo è Nick/Nico/Nic/Pablo, che abita nell'appartamento accanto. Hector/Sam fin da subito si trova a dover fare i conti con la lingua del luogo, che già conosce in parte ma non a sufficienza da evitare divertenti malintesi; le due ragazze e il vicino si danno quindi da fare per migliorare il suo livello linguistico e coinvolgerlo nelle loro attività. Nick/Nico/Nic/Pablo, evidentemente geloso, cerca inizialmente di mettere in cattiva luce il facoltoso ospite per poi diventare il suo migliore amico, tanto che Hector/Sam si trasferisce presto nel suo appartamento.
Nel seguito della storia, i quattro personaggi affrontano varie vicende personali, anche di carattere sentimentale - nascono storie d'amore tra di loro -, ricche di situazioni divertenti e che mettono in luce le caratteristiche della lingua considerata.

## Personaggi
| Inglese                        | Francese                                               | Tedesco                                                | Spagnolo                                               |
| ------------------------------ | ------------------------------------------------------ | ------------------------------------------------------ | ------------------------------------------------------ |
| Hector Romero (Javier Marzan)  | Sam Scott (Lawrence Ray, nome d'arte di Lars Oostveen) | Sam Scott (Lawrence Ray, nome d'arte di Lars Oostveen) | Sam Scott (Lawrence Ray, nome d'arte di Lars Oostveen) |
| Annie Taylor (Julie Buckfield) | Annie (Marie Cordillot)                                | Anna Schmidt (Britta Becker)                           | Ana (Celia Meiras)                                     |
| Bridget Evans (Abby Simpson)   | Sacha Fontaine (Vanessa Seydoux)                       | Sascha Meier (Leontine Hass)                           | Lola Cano (Vanessa Otero)                              |
| Nick Jessop (Toby Walton)      | Nico Dubois (Jean-Felix Callens)                       | Nic Müller (Frank Brunet)                              | Pablo Aranda García (Javier Marzan)                    |

- Hector/Sam: milionario nato in Argentina/Stati Uniti d'America. Di indole buona, cerca di affrontare con impegno le difficoltà linguistiche che via via incontra. Molto educato nei modi e un po' old fashion nell'abbigliamento, nella serie si innamora di Annie/Annie/Anna/Ana.

- Bridget/Sacha/Sascha/Lola: donna dal carattere forte ed intraprendente. Molto corteggiata, è una mangiatrice di uomini. Vive in un appartamento situato a Londra/Parigi/Berlino/Barcellona insieme alla sua amica Annie/Annie/Anna/Ana.

- Annie/Annie/Anna/Ana: ragazza dolce e sensibile, ama moltissimo gli animali e ne sostiene i diritti partecipando a manifestazioni di piazza. Inizialmente sembra interessata a Nick/Nico/Nic/Pablo, ma poi rimane affascinata da Hector/Sam. Condivide un piccolo appartamento con Bridget/Sacha/Sascha/Lola.

- Nick/Nico/Nic/Pablo: aspirante attore dai modi a volte bizzarri. Partecipa a numerose esperienze lavorative nel campo dello spettacolo (televisione e cinema), ma spesso è costretto a ricoprire ruoli marginali o grotteschi. Da tempo cerca di far colpo su Bridget/Sacha/Sascha/Lola, la sua vicina d'appartamento, ma con rari successi.

## Ambientazioni
Ogni serie è ambientata in un'importante città europea: Londra, Parigi, Berlino o Barcellona. La maggior parte delle scene si svolge nel piccolo appartamento delle due protagoniste femminili.
Di tanto in tanto, si assiste a qualche cambio di scenografia: l'appartamento contiguo, che viene condiviso dai due personaggi maschili; i locali di un network televisivo, dove trovano lavoro il milionario e la sua amica di penna; ecc.
Infine, non mancano delle scene girate in esterni.

## Episodi
| Nº | Inglese                  | Francese                   | Tedesco                    | Spagnolo                 |
| -- | ------------------------ | -------------------------- | -------------------------- | ------------------------ |
| 1  | Hector's Arrival         | L'arrivée de Sam           | Sams Ankunft               | La llegada de Sam        |
| 2  | Hector Goes Shopping     | Sam fait du shopping       | Sam geht einkaufen         | Sam va de compras        |
| 3  | Hector Has a Date        | Sam a un rendez-vous       | Sam hat ein Date           | Sam aprende a ligar      |
| 4  | Hector Looks for a Job   | Sam trouve du travail      | Sam sucht einen Job        | Sam busca un trabajo     |
| 5  | A Star Is Born           | Une étoile est née         | Ein Star ist geboren       | Ha nacido una estrella   |
| 6  | Bridget Wins the Lottery | Le jour du loto            | Lotto Tag                  | El día de la Primitiva   |
| 7  | The Twin                 | La jumelle                 | Der Zwilling               | La gemela                |
| 8  | The Landlady's Cousin    | La cousine de la concierge | Die Kusine der Vermieterin | La prima de la dueña     |
| 9  | Jobs for the Boys        | Du boulot pour Sam et Nico | Jobs für Nic und Sam       | Trabajos para los chicos |
| 10 | Annie's Protest          | Annie proteste             | Anna demonstriert          | Ana protesta             |
| 11 | Holiday Time             | Les vacances               | Ferienzeit                 | Tiempo de vacaciones     |
| 12 | Football Crazy           | Fou de foot                | Verrückt nach Fußball      | Fanáticos del fútbol     |
| 13 | A Wedding in the Air     | Un mariage dans l'air      | Hochzeitsvorbereitungen    | Boda en el aire          |
| 14 | Changes                  |                            |                            |                          |
| 15 | The Bouncer              |                            |                            |                          |
| 16 | Uncle Nick               |                            |                            |                          |
| 17 | Cyber Stress             |                            |                            |                          |
| 18 | Just the Ticket          |                            |                            |                          |
| 19 | Kung Fu Fighting         |                            |                            |                          |
| 20 | Every Dog has its Day    |                            |                            |                          |
| 21 | The Entertainers         |                            |                            |                          |
| 22 | Haunting at Hallowe'en   |                            |                            |                          |
| 23 | Truth or Dare            |                            |                            |                          |
| 24 | Pilot Nick               |                            |                            |                          |
| 25 | Art                      |                            |                            |                          |
| 26 | Alibi                    |                            |                            |                          |
| 27 | Can You Live Without...? |                            |                            |                          |
| 28 | Christmas                |                            |                            |                          |
| 29 | Camping                  |                            |                            |                          |
| 30 | Love Hurts               |                            |                            |                          |